# Stanley Asa Puffer
Stanley Asa Puffer, kanadski letalski častnik, vojaški pilot in letalski as, * 8. december 1893, Olds, Alberta, † 13. junij 1982.
Nadporočnik Puffer je v svoji vojaški službi dosegel 7 zračnih zmag.

## Življenjepis
Med prvo svetovno vojno je bil sprva pripadnik 31. bataljona Kanadske ekspedicijske sile.
Potem, ko je bil maja 1916 ranjen v spopadu, je 16. avgusta 1917 vstopil v Kraljevi letalski korpus; 4. februarja 1918 je bil premeščen k 41. eskadrilji.
Vse svoje zračne zmage je dosegel s S.E.5a.